# Фавро, Поль де
Поль Луи Мари Селестен де Фавро (фр. Paul Louis Marie Célestin de Favereau; 15 января 1856, Льеж, Бельгия — 26 сентября 1922, Бенд, коммуна Дюрбюи, провинция Люксембург, Бельгия) — бельгийский государственный деятель, министр иностранных дел (1896—1907), президент Сената Бельгии (1911—1922).

## Биография
Родился в семье президента регионального совета провинции Люксембург Пола-Мишеля де Фавро (1826—1901) и Клодин де Ваха де Байонвиль (1832—1912). Его отец получил бельгийское дворянство с титулом барона, передаваемого при рождении.
Окончил Льежский университет с докторской степенью.
С 1882 по 1891 г. он был членом городского совета Бенда-Жаннере от Католической партии, с 1882 по 1884 г. одновременно являлся членом провинциального совета Люксембурга.
Являлся директором различных компаний. С этой позиции он особенно заинтересован в расширении торговли и промышленности.
В 1884—1900 гг. избирался в состав Палаты представителей от округа Марш-ан-Фаменн, а с 1900 г. до конца жизни — в бельгийский Сенат от провинции Люксембург. С 1908 по 1910 — заместитель председателя, в 1911—1922 гг. — председатель Сената.
С 1896 по 1907 г. являлся министром иностранных дел Бельгии. Наибольшее внимание уделял бельгийским колониям в Африке и Китаю, где он поддерживал бельгийские компании в строительстве железной дороги Пекин-Ханькоу.
В 1907 г. королем Леопольдом II был назначен государственным министром.

## Награды и звания
Бельгийские:
- Большой крест ордена Леопольда I
- Гражданский крест 1-го класса
- Памятная медаль царствования короля Леопольда II

Иностранные:
- Большой крест ордена Почётного легиона
- Большой крест ордена Святых Маврикия и Лазаря (Королевство Италия)
- Большой крест турецкого ордена Османие
- Большой крест ордена Дубовой короны (Люксембург)
- Большой крест ордена Спасителя (Греция)
- Большой крест папского ордена Пия IX
- Большой крест ордена Непорочного зачатия Девы Марии Вилла-Викозской (Португалия)
- Большой крест ордена Полярной звезды (Швеция)
- Большой крест ордена Белого орла (Польша)
- Большой крест ордена Двойного дракона (Китай)
- Большой крест ордена Восходящего солнца (Япония)
- Большой крест ордена Белого слона (Сиам)
- Большой крест орден Льва и Солнца (Персия)